# Вичугский район
Ви́чугский райо́н — административно-территориальная единица (район) и муниципальное образование (муниципальный район) в Ивановской области России.
Районный центр — город Вичуга (в состав района не входит).

## География
Площадь района составляет 1005,52 км². Район расположен в северной части Ивановской области.
Граничит:
- на севере — с Кинешемским районом;
- на востоке — с Лухским районом;
- на юге — с Родниковским районом;
- на западе — с Приволжским районом.

Основные реки — Пезуха, Сунжа, Ширинка.

## История
Ранее село Вичуга Кинешемского уезда Костромской губернии было центром фабричного Вичугского района, который занимал юго-западную часть Кинешемского уезда вокруг железнодорожной станции Вичуга Шуйско-Ивановской железной дороги. Вичугский фабричный район занимал три волости: Вичугскую, Тезинскую и Углецкую. На местных фабриках работали и жители 3 волостей Юрьевецкого уезда: Филисовской, Макатовской и Семёновской. Таким образом, всё население района превышало 27 тыс. человек.
В самом селе Вичуге имелись 2 православные церкви, часовня, земская больница, клееваренный завод (с объёмом производства на 2300 руб.) и ситцевая фабрика, с производством на 124 тысячи рублей в год.
Преобладало бумаготкацкое и отделочное производство. Всего фабрик насчитывалось 17, на которых стояло 16 паровых двигателей в 331 силу, 11 конных приводов, 2246 станков механических и 125 ручных; числилось 5492 рабочих. Ещё около 7500 крестьян в качестве кустарей работали на дому, по заказам фабрик. Свыше 2-х тысяч рабочих имела одна фабрика Коновалова с оборотом более 2 млн рублей. Обороты всех фабрик района превышали 10 миллионов руб. В период 1812 года—1825 годов было открыто 6 фабрик, с 1826 года по 1850 годы — также 6 фабрик, с 1851 года по 1881 годы — 5 фабрик. По железной дороге со станции Вичуга отправлено товаров в 1889 году — 447 тыс. пудов, а прибыло 1339 тыс. пудов.
С 1881 года фабричная деятельность района начала падать, так как по случаю недостатка здесь воды и отсутствия подъездных путей стали устраивать фабрики уже на берегах Волги. Ввиду этого владельцы фабрик сократили производство, и в особенности уменьшена так называемая ручная раздача основ на дом для тканей бумажных и льняных изделий.

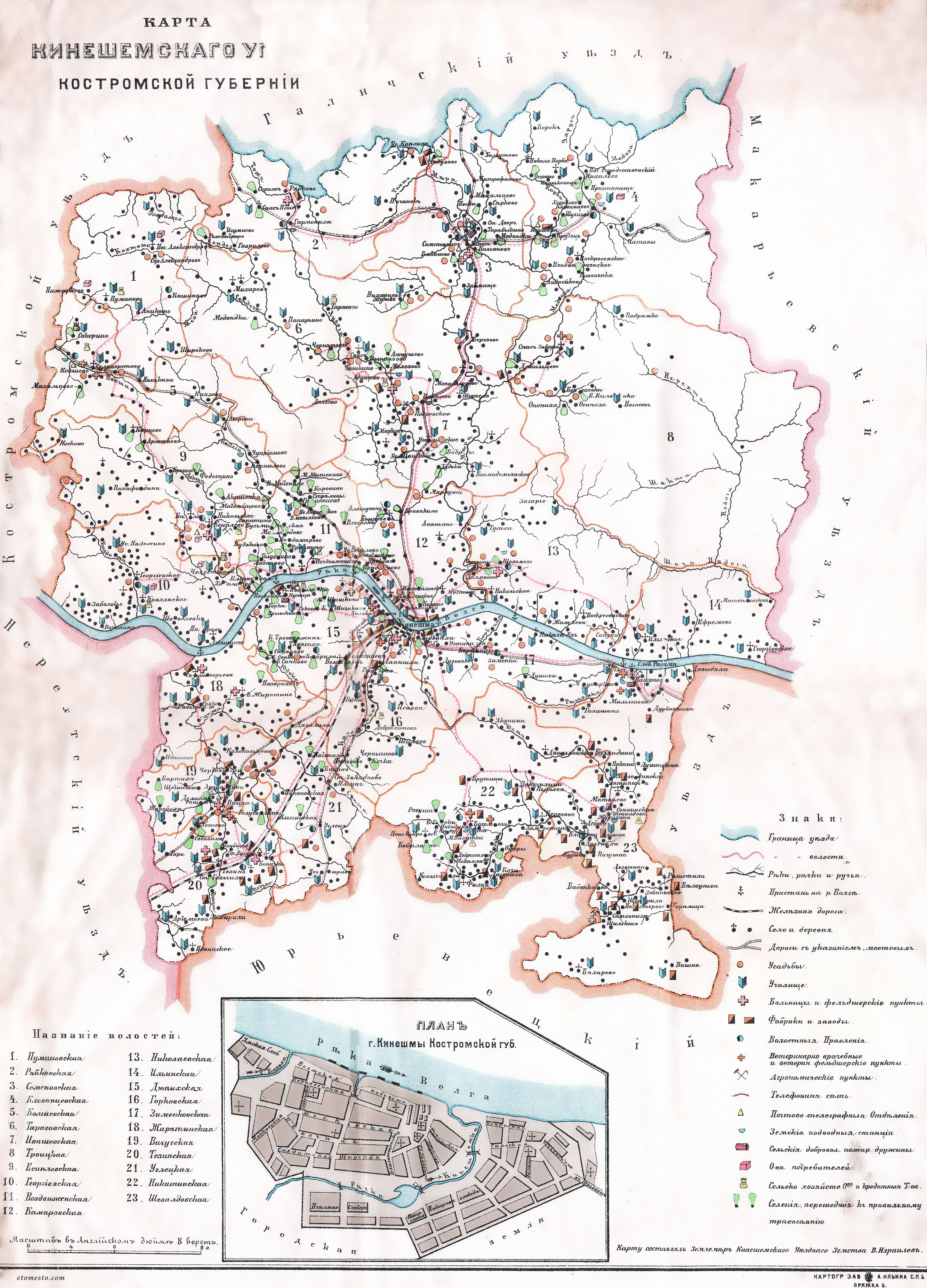
Карта Кинешемского уезда Костромской губернии, 1913 год

Место зарождения купеческо-промышленных династий Коноваловых, Разорёновых, Миндовских, Морокиных, Пелёвиных. В результате их деятельности в XIX — начале XX века была создана крупная промышленность в Вичуге и районе, в Кинешме, в Наволоках, в Заволжске, в Юрьевце. На месте основанных фабрик появились город Вичуга, город Наволоки, посёлок Каменка, а город Кинешма превратился в крупный промышленный центр.
В стенах Хреновской церковно-учительской семинарии (в советское время педтехникум, затем педучилище) училась целая плеяда выдающихся личностей.
Вичуга — место возникновения в 1930-е годы Виноградовского движения (стахановского движения в текстильной промышленности).
Вичугский район образован декретом ВЦИК от 13 сентября 1926 года. В него были включены Вичугская (без Мальчихинского сельсовета) и Каменская волости Кинешемского уезда и часть Филисовской волости Родниковского района. После отмены волостного деления в районе было 22 сельских совета: Васильковский, Волыневский, Воробьевский, Ворошилихский, Дюдяковский, Жеребчихинский, Жирятинский, Зарубинский, Золотиловский, Каменский, Макатовский, Насакинский, Никулинский, Прислонихский, Путковский, Пятинский, Репревский, Семеновский, Старо-Вичугский, Старо-Гольчихинский, Федяевский, Чертовищенский.
14 января 1929 года район вошёл в состав Кинешемского округа вновь образованной Ивановской Промышленной области. В него дополнительно были включены Лухская волость без 7 селений и 6 селений Середского уезда. Таким образом в состав района входили следующие сельсоветы: Бакуновский, Благовещенский, Васильковский, Волыневский, Воробьевский, Ворошилихский, Дюдяковский, Жеребчихинский, Жирятинский, Зарубинский, Золотиловский, Каменский, Краснопеевский, Кузьминский, Лухский, Макатовский, Насакинский, Никулинский, Оношковский, Петельниковский, Подмонастырский, Покровский, Прислонихский, Путковский, Пятинский, Репревский, Рябовский, Семеновский, Сорокинский, Старо-Вичугский, Старо-Гольчихинский, Федяевский, Худынский, Чертовищенский. В 1931 году в Вичугский район был передан Троицкий сельсовет из Кинешемского района, Подмонастырский сельсовет переименован в Тимирязевский. В январе 1935 года во вновь образованный Лухский район были переданы сельсоветы: Бакуновский, Благовещенский, Кузьминский, Лухский, Оношкинский, Петельниковский, Покровский, Рябовский, Сорокинский, Тимирязевский, Троицкий, Худынский. 18 июня 1954 года в результате укрупнения ликвидированы Путковский, Жирятинский, Никульский, Дюдяковский, Ворошилихский, Пятинский, Волыневский, Зарубинский, Макатовский, Воробьевский, Репревский сельсоветы, Прислонихский и Старо-Гольчихинский объединены в Гольчихинский, Васильковский и Жеребчихинский — в Гаврилковский.
1 февраля 1963 года район был преобразован в Вичугский сельский район. В него вошли, кроме Вичугского, Родниковский район и Благовещенский, Кузьминский, Ново-Воскресенский, Тимирязевский, Троицкий, Худынский сельсоветы Лухского района и посёлок Лух.
13 января 1965 года Вичугский сельский район вновь преобразован в район в составе: рабочих посёлков Старая Вичуга, Ново-Писцово, Каменка, находившихся в подчинении города Вичуги, и Лух и сельсоветов: Благовещенского, Гаврилковского, Гольчихинского, Золотиловского, Каменского, Кузьминского, Макатовского, Насакинского, Ново-Воскресенского, Семеновского, Старо-Вичугского, Тимирязевского, Троицкого, Федяевского, Худынского и Чертовищенского.
3 ноября 1965 года в состав восстановленного Лухского района переданы рабочий посёлок Лух и сельсоветы: Благовещенский, Кузьминский, Ново-Воскресенский, Тимирязевский, Худынский. В 1974 году были переименованы сельсоветы: Федяевский — в Сошниковский, Макатовский — в Зарубинский, Троицкий — в Новописцовский. В декабре 1975 года ликвидированы Насакинский и Новописцовский сельсоветы.
В 2005 году в рамках организации местного самоуправления был образован муниципальный район.

## Население
| 1926    | 1939    | 1959    | 1970    | 1979    | 1989    | 2002    | 2009    | 2010    |
| ------- | ------- | ------- | ------- | ------- | ------- | ------- | ------- | ------- |
| 66 047  | ↗93 807 | ↘39 274 | ↘35 858 | ↘30 510 | ↘27 084 | ↘23 676 | ↘21 434 | ↘20 201 |
| 2011    | 2012    | 2013    | 2014    | 2015    | 2016    | 2017    | 2018    | 2019    |
| ↘20 131 | ↘19 592 | ↘19 337 | ↘19 037 | ↘18 655 | ↘18 272 | ↘17 819 | ↘17 408 | ↘17 083 |
| 2020    | 2021    |         |         |         |         |         |         |         |
| ↘16 875 | ↘16 415 |         |         |         |         |         |         |         |

### Урбанизация
Городское население (пгт Каменка, Новописцово и Старая Вичуга) составляет 64,45% населения района.

### Национальный состав
По итогам переписи населения 2020 года проживали следующие национальности (национальности менее 0,1 % и другое, см. в сноске к строке «Другие»):
| Национальность | Численность, чел. | Доля     |
| -------------- | ----------------- | -------- |
| Русские        | 15 754            | 95,97 %  |
| Украинцы       | 61                | 0,37 %   |
| Армяне         | 32                | 0,19 %   |
| Удмурты        | 30                | 0,18 %   |
| Цыгане         | 25                | 0,15 %   |
| Узбеки         | 23                | 0,14 %   |
| Татары         | 19                | 0,12 %   |
| Другие         | 471               | 2,88 %   |
| Итого          | 16 415            | 100,00 % |

## Муниципально-территориальное устройство
В муниципальный район входят 6 муниципальных образований, в том числе 3 городских и 3 сельских поселения.
| № | Муниципальное образование          | Административный центр | Количество населённых пунктов | Население (чел.) | Площадь (км²) |
| - | ---------------------------------- | ---------------------- | ----------------------------- | ---------------- | ------------- |
| 1 | Каменское городское поселение      | пгт Каменка            | 1                             | 3689             | 2,18          |
| 2 | Новописцовское городское поселение | пгт Новописцово        | 3                             | 2323             | 2,81          |
| 3 | Старовичугское городское поселение | пгт Старая Вичуга      | 1                             | 4568             | 3,48          |
| 4 | Октябрьское сельское поселение     | деревня Гаврилково     | 42                            | 1551             | 212,98        |
| 5 | Сошниковское сельское поселение    | деревня Сошники        | 55                            | 1119             | 391,00        |
| 6 | Сунженское сельское поселение      | деревня Чертовищи      | 69                            | 3165             | 283,06        |

В 2005 году в рамках организации местного самоуправления в муниципальном районе были созданы 12 муниципальных образований: 3 городских и 9 сельских поселений (Гаврилковское, Гольчихинское, Зарубинское, Золотиловское, Марфинское, Семёновское, Семигорьевское, Сошниковское, Чертовищенского).
11 октября 2009 года был проведен референдум, касающийся укрупнения сельских поселений. По результатам референдума законом Ивановской области от 10 декабря 2009 года произошла реорганизация поселений путём их укрупнения: Октябрьское (в него вошли населённые пункты упразднённых Гаврилковского, Гольчихинского и Золотиловского сельских поселений), Сошниковское (в него вошли населённые пункты упразднённых Зарубинского и Семёновского сельских поселений) и Сунженское (в него вошли населённые пункты упразднённых Семигорьевского, Марфинского и Чертовищенского сельских поселений).

## Населённые пункты
В Вичугском районе 171 населённый пункт, в том числе 3 городских (пгт) и 168 сельских. 
| №   | Населённый пункт  | Тип     | Население | Муниципальное образование          |
| --- | ----------------- | ------- | --------- | ---------------------------------- |
| 1   | Абабково          | деревня | →0        | Сунженское сельское поселение      |
| 2   | Андрюшниково      | деревня | 0         | Сошниковское сельское поселение    |
| 3   | Анкино            | деревня | ↘11       | Сунженское сельское поселение      |
| 4   | Анчигорово        | деревня | 0         | Сошниковское сельское поселение    |
| 5   | Артюшино          | деревня | ↘111      | Сунженское сельское поселение      |
| 6   | Афоново           | деревня | 0         | Новописцовское городское поселение |
| 7   | Бабино            | деревня | 4         | Сошниковское сельское поселение    |
| 8   | Березово          | деревня | 3         | Октябрьское сельское поселение     |
| 9   | Боровитиха        | деревня | ↘7        | Сунженское сельское поселение      |
| 10  | Бородкино         | деревня | 12        | Октябрьское сельское поселение     |
| 11  | Бортиха           | деревня | 0         | Октябрьское сельское поселение     |
| 12  | Борутиха          | деревня | ↗81       | Сунженское сельское поселение      |
| 13  | Борщевка          | деревня | ↗21       | Сунженское сельское поселение      |
| 14  | Боры              | деревня | ↗4        | Сунженское сельское поселение      |
| 15  | Братилово         | деревня | ↘8        | Сунженское сельское поселение      |
| 16  | Булатиха          | деревня | 18        | Сошниковское сельское поселение    |
| 17  | Быстри            | деревня | ↗35       | Сунженское сельское поселение      |
| 18  | Вандышево         | деревня | 98        | Октябрьское сельское поселение     |
| 19  | Васильково        | деревня | 0         | Октябрьское сельское поселение     |
| 20  | Васьково          | деревня | ↗11       | Сунженское сельское поселение      |
| 21  | Вехтево           | деревня | ↗4        | Сунженское сельское поселение      |
| 22  | Волково           | деревня | ↘146      | Сунженское сельское поселение      |
| 23  | Волынево          | деревня | 24        | Сошниковское сельское поселение    |
| 24  | Воробьёво         | деревня | ↘41       | Сунженское сельское поселение      |
| 25  | Вьялиха           | деревня | 24        | Сошниковское сельское поселение    |
| 26  | Гаврилково        | деревня | ↘279      | Октябрьское сельское поселение     |
| 27  | Гайдарово Большое | деревня | 40        | Сошниковское сельское поселение    |
| 28  | Галуевская        | деревня | ↗14       | Сунженское сельское поселение      |
| 29  | Глухово           | деревня | ↘9        | Сунженское сельское поселение      |
| 30  | Гольцовка         | деревня | →0        | Сунженское сельское поселение      |
| 31  | Гридинская        | деревня | ↘21       | Сунженское сельское поселение      |
| 32  | Дачное            | посёлок | 46        | Октябрьское сельское поселение     |
| 33  | Демидово          | деревня | ↗23       | Сунженское сельское поселение      |
| 34  | Долматиха         | деревня | 12        | Сошниковское сельское поселение    |
| 35  | Дуравино          | деревня | 9         | Сошниковское сельское поселение    |
| 36  | Дюдяково          | деревня | 0         | Октябрьское сельское поселение     |
| 37  | Дягелиха          | деревня | ↗36       | Сунженское сельское поселение      |
| 38  | Ежовка            | деревня | ↘55       | Сунженское сельское поселение      |
| 39  | Жеребцово         | деревня | 11        | Сошниковское сельское поселение    |
| 40  | Жеребчиха         | деревня | 17        | Октябрьское сельское поселение     |
| 41  | Жирятино          | деревня | ↘81       | Сунженское сельское поселение      |
| 42  | Забельское        | деревня | 38        | Сошниковское сельское поселение    |
| 43  | Заболотье         | деревня | ↘29       | Сунженское сельское поселение      |
| 44  | Закатново Новое   | деревня | 0         | Сошниковское сельское поселение    |
| 45  | Закатново Старое  | деревня | 0         | Сошниковское сельское поселение    |
| 46  | Залесье           | деревня | 18        | Сошниковское сельское поселение    |
| 47  | Зарубино          | деревня | 111       | Сошниковское сельское поселение    |
| 48  | Захариха          | деревня | 15        | Октябрьское сельское поселение     |
| 49  | Золотилово        | село    | ↘227      | Октябрьское сельское поселение     |
| 50  | Золотовка         | деревня | 17        | Октябрьское сельское поселение     |
| 51  | Ивашево           | деревня | 2         | Новописцовское городское поселение |
| 52  | Избищи            | деревня | →0        | Сунженское сельское поселение      |
| 53  | Ильино            | деревня | 5         | Сошниковское сельское поселение    |
| 54  | Исуповская        | деревня | 5         | Сошниковское сельское поселение    |
| 55  | Кадыево           | деревня | ↗16       | Сунженское сельское поселение      |
| 56  | Казаркино         | деревня | 90        | Октябрьское сельское поселение     |
| 57  | Каменка           | пгт     | ↗3689     | Каменское городское поселение      |
| 58  | Камешки           | деревня | 1         | Сошниковское сельское поселение    |
| 59  | Канино            | деревня | →0        | Сунженское сельское поселение      |
| 60  | Карабаново        | деревня | →0        | Сунженское сельское поселение      |
| 61  | Кашино            | деревня | 30        | Сошниковское сельское поселение    |
| 62  | Киндяково         | деревня | →2        | Сунженское сельское поселение      |
| 63  | Кирикино          | деревня | 464       | Октябрьское сельское поселение     |
| 64  | Клеопино          | деревня | ↘38       | Сунженское сельское поселение      |
| 65  | Клиновец          | деревня | ↘0        | Сунженское сельское поселение      |
| 66  | Клыгинская        | деревня | 21        | Сошниковское сельское поселение    |
| 67  | Клюшино           | деревня | 1         | Сошниковское сельское поселение    |
| 68  | Козиха            | деревня | →6        | Сунженское сельское поселение      |
| 69  | Комольцево        | деревня | 3         | Сошниковское сельское поселение    |
| 70  | Копылиха          | деревня | 3         | Октябрьское сельское поселение     |
| 71  | Корнево           | деревня | 0         | Октябрьское сельское поселение     |
| 72  | Коровино Верхнее  | деревня | 17        | Сошниковское сельское поселение    |
| 73  | Коровино Нижнее   | деревня | 164       | Сошниковское сельское поселение    |
| 74  | Косачево          | деревня | ↘93       | Сунженское сельское поселение      |
| 75  | Котельцы          | деревня | 0         | Сошниковское сельское поселение    |
| 76  | Красные Горы      | деревня | ↘13       | Сунженское сельское поселение      |
| 77  | Красный Октябрь   | село    | ↗395      | Октябрьское сельское поселение     |
| 78  | Кузнецово         | деревня | ↗96       | Сунженское сельское поселение      |
| 79  | Курдино           | деревня | 0         | Сошниковское сельское поселение    |
| 80  | Куркуново         | деревня | 9         | Сошниковское сельское поселение    |
| 81  | Кученево          | деревня | →0        | Сунженское сельское поселение      |
| 82  | Лазуниха          | деревня | 12        | Сошниковское сельское поселение    |
| 83  | Левино            | деревня | ↘0        | Сунженское сельское поселение      |
| 84  | Лемешиха          | деревня | ↘8        | Сунженское сельское поселение      |
| 85  | Ломы Большие      | деревня | 218       | Октябрьское сельское поселение     |
| 86  | Луховец           | деревня | ↗16       | Сунженское сельское поселение      |
| 87  | Макатово          | деревня | ↗36       | Сошниковское сельское поселение    |
| 88  | Максимково        | деревня | 0         | Октябрьское сельское поселение     |
| 89  | Мартыниха         | деревня | 36        | Октябрьское сельское поселение     |
| 90  | Марфино           | деревня | ↘154      | Сунженское сельское поселение      |
| 91  | Матвеиха          | деревня | ↘11       | Сунженское сельское поселение      |
| 92  | Морозиха          | деревня | 0         | Октябрьское сельское поселение     |
| 93  | Насакино          | деревня | ↘18       | Сунженское сельское поселение      |
| 94  | Настасьино        | деревня | ↗4        | Сунженское сельское поселение      |
| 95  | Нефедово          | деревня | ↘10       | Сунженское сельское поселение      |
| 96  | Никоново          | деревня | 0         | Сошниковское сельское поселение    |
| 97  | Никоновская       | деревня | →0        | Сунженское сельское поселение      |
| 98  | Никулино          | деревня | ↘21       | Сунженское сельское поселение      |
| 99  | Новописцово       | пгт     | ↗2322     | Новописцовское городское поселение |
| 100 | Новошино          | деревня | 2         | Октябрьское сельское поселение     |
| 101 | Овечкино          | деревня | 14        | Октябрьское сельское поселение     |
| 102 | Овиново           | деревня | 11        | Сошниковское сельское поселение    |
| 103 | Окулово           | деревня | 16        | Сошниковское сельское поселение    |
| 104 | Олтухово          | деревня | 0         | Октябрьское сельское поселение     |
| 105 | Осиновка          | деревня | 13        | Октябрьское сельское поселение     |
| 106 | Пандино           | деревня | 10        | Сошниковское сельское поселение    |
| 107 | Пешково           | деревня | ↘0        | Сунженское сельское поселение      |
| 108 | Писцово Новое     | деревня | ↘26       | Сошниковское сельское поселение    |
| 109 | Погорелка         | деревня | 28        | Октябрьское сельское поселение     |
| 110 | Погорелка         | деревня | →0        | Сунженское сельское поселение      |
| 111 | Потехино          | деревня | ↗67       | Сунженское сельское поселение      |
| 112 | Починок           | деревня | 1         | Октябрьское сельское поселение     |
| 113 | Прислониха        | деревня | 3         | Октябрьское сельское поселение     |
| 114 | Путковская        | деревня | →103      | Сунженское сельское поселение      |
| 115 | Раздолье          | село    | 101       | Сошниковское сельское поселение    |
| 116 | Райково           | деревня | ↘1        | Сунженское сельское поселение      |
| 117 | Раменье           | деревня | 0         | Октябрьское сельское поселение     |
| 118 | Растворово        | деревня | →3        | Сунженское сельское поселение      |
| 119 | Ратманиха         | деревня | 0         | Сошниковское сельское поселение    |
| 120 | Репрево           | деревня | 1         | Сошниковское сельское поселение    |
| 121 | Рожство           | деревня | 7         | Сошниковское сельское поселение    |
| 122 | Рокотово          | деревня | ↘33       | Сунженское сельское поселение      |
| 123 | Ропотово          | деревня | 15        | Октябрьское сельское поселение     |
| 124 | Рошма             | деревня | →11       | Сунженское сельское поселение      |
| 125 | Рычковская        | деревня | →20       | Сунженское сельское поселение      |
| 126 | Савинская         | деревня | →0        | Сунженское сельское поселение      |
| 127 | Селиванцево       | деревня | 2         | Октябрьское сельское поселение     |
| 128 | Сельцо            | деревня | 0         | Сошниковское сельское поселение    |
| 129 | Семеновское       | село    | ↘71       | Сошниковское сельское поселение    |
| 130 | Семигорье         | деревня | ↗792      | Сунженское сельское поселение      |
| 131 | Сенино            | деревня | 0         | Сошниковское сельское поселение    |
| 132 | Синие Гари        | деревня | 60        | Октябрьское сельское поселение     |
| 133 | Скалинка          | деревня | 19        | Сошниковское сельское поселение    |
| 134 | Скоморошки        | деревня | →3        | Сунженское сельское поселение      |
| 135 | Сокериха          | деревня | ↘0        | Сунженское сельское поселение      |
| 136 | Сонино            | деревня | 3         | Сошниковское сельское поселение    |
| 137 | Сопегино          | деревня | 5         | Октябрьское сельское поселение     |
| 138 | Сорокино          | деревня | ↘91       | Сошниковское сельское поселение    |
| 139 | Сосуны            | деревня | 0         | Сошниковское сельское поселение    |
| 140 | Сошники           | деревня | ↘473      | Сошниковское сельское поселение    |
| 141 | Старая Вичуга     | пгт     | ↘4568     | Старовичугское городское поселение |
| 142 | Старая Гольчиха   | деревня | 163       | Октябрьское сельское поселение     |
| 143 | Старостино        | деревня | 20        | Октябрьское сельское поселение     |
| 144 | Старцево          | деревня | 0         | Октябрьское сельское поселение     |
| 145 | Степаниха         | деревня | →11       | Сунженское сельское поселение      |
| 146 | Стрелка           | деревня | ↗56       | Сунженское сельское поселение      |
| 147 | Струбищи          | деревня | 9         | Октябрьское сельское поселение     |
| 148 | Сунжа             | деревня | →1        | Сунженское сельское поселение      |
| 149 | Терехово          | деревня | 0         | Октябрьское сельское поселение     |
| 150 | Тимошиха          | деревня | 10        | Октябрьское сельское поселение     |
| 151 | Токарево          | деревня | 0         | Октябрьское сельское поселение     |
| 152 | Тольково          | деревня | 17        | Сошниковское сельское поселение    |
| 153 | Тропинское        | деревня | 60        | Сошниковское сельское поселение    |
| 154 | Устиново          | деревня | 31        | Сошниковское сельское поселение    |
| 155 | Федяево           | деревня | 33        | Сошниковское сельское поселение    |
| 156 | Харино            | деревня | 0         | Сошниковское сельское поселение    |
| 157 | Харламиха         | деревня | 4         | Сошниковское сельское поселение    |
| 158 | Хохлята           | деревня | →0        | Сунженское сельское поселение      |
| 159 | Хреново           | деревня | ↘158      | Сунженское сельское поселение      |
| 160 | Цепики            | деревня | 42        | Октябрьское сельское поселение     |
| 161 | Чертовищи         | деревня | ↘833      | Сунженское сельское поселение      |
| 162 | Шалдово           | деревня | 0         | Сошниковское сельское поселение    |
| 163 | Шалдово           | деревня | ↘28       | Сунженское сельское поселение      |
| 164 | Шехолдино         | деревня | 32        | Октябрьское сельское поселение     |
| 165 | Шляйково          | деревня | ↗98       | Сунженское сельское поселение      |
| 166 | Щетниково Большое | деревня | ↘0        | Сунженское сельское поселение      |
| 167 | Щетниково Малое   | деревня | →0        | Сунженское сельское поселение      |
| 168 | Юрино             | деревня | 40        | Сошниковское сельское поселение    |
| 169 | Янино             | деревня | 138       | Сошниковское сельское поселение    |
| 170 | Яснево            | деревня | ↘50       | Сунженское сельское поселение      |
| 171 | Яшино             | деревня | ↘81       | Сунженское сельское поселение      |

### Упразднённые населённые пункты
- 1997 год — деревни Быковка, Душкино, Калиновка, Киево, Чадуево, Ворошилиха, Выползово, Горкино, Зубино, Нагорново, Аксениха, Башево, Конново, Крапивново, Литовки, Малышево, Лекино, Неохаиха, Степуниха, Топорово, Шохонская[27].
- 2004 год — деревни Бабкино, Гари, Клепово, Цыдилиха[28].

## Экономика
Основу экономики района составляет промышленность и сельское хозяйство. Крупнейшие промышленные предприятия: Каменский фанерный комбинат, Новописцовская картонная фабрика, Старовичугский машиностроительный завод. В сельском хозяйстве преобладает молочно-мясное скотоводство и выращивание зерновых культур.

## Транспорт
По территории района проходит железнодорожная линия Иваново — Кинешма (станции Вичуга, Старая Вичуга). Развита сеть автомобильных дорог, связывающих районный центр с населёнными пунктами района и соседними регионами. Основная автомагистраль — Р80 Иваново — Кинешма.

## Культура и краеведение
Краеведческое движение в Иваново-Вознесенском промышленном районе зародилось ещё в дореволюционный период, хотя круг участников был узок. Значительную роль в развитии региональных исследований сыграло купеческое сословие и представители духовенства. 1920-е годы называют «золотым десятилетием» отечественного краеведения.
Школу ивановских краеведов возглавляет Кирилл Бальдин. В Шуе под руководством профессора Анатолия Юрьевича Иванова развивается церковное краеведение. К изучению истории родного края привлекается молодёжь; так, по инициативе учителей и учеников был создан краеведческий музей при школе в деревне Гольчиха Вичугского района.
С 5 по 10 июля 2010 года по историческим местам Ивановской области проходил Второй Молодёжный краеведческий патриотический поход, который начался с торжественного архиерейского богослужения в Петропавловском храме села Солдога Вичугского района.
Исторически с Вичугским районом связаны:
- Село Золотилово (в 20 км от Вичуги) — родина братьев Лакомкиных (о. Геннадий и о. Геронтий), крупных деятелей старообрядчества первой половины XX века.
- Село Хреново (в 3 км от города Вичуга) — здесь в церковно-учительской семинарии учился социолог Питирим Сорокин.
- Село Углец (в 5 км от города Вичуга) — здесь преподавал художник Ефим Честняков.
- Усадьба Орехово (в 15 км от города Вичуга) — связана с драматургом А. А. Потехиным.
- Село Новая Гольчиха (ныне часть города Вичуга) — связано с писателем П. И. Мельниковым-Печерским[31].
- Село Семигорье — место расположения Благовещенской церкви (1753 г., разрушена в 2009 г.), где служил диакон Василий Устинович Магер (дед автора статьи Н. П. Магер)[32].

До настоящего времени в Вичугском районе — в окрестностях Семигорья и Борщевки, существуют источники родниковой воды, по преданию найденные и расчищенные преподобным Тихоном Лухским.

## Природные объекты
В период с 1964 по 1994 год на территории Вичугского района 11 объектов были признаны памятниками природы.
- Шляйковский святой источник: расположен в 7 км к северо-западу от г. Вичуги, в деревне Шляйково. До революции здесь была установлена часовня, вода считалась святой и целебной, содержала повышенное количество серебра. В настоящее время источник затоплен и утратил былое значение[35].
- Парк в селе Каменка: расположен в центре села, занимает сосново-берёзовая роща с участием ели, клёна платановидного и липы сердцелистной. Возраст берёз достигает 70 лет, сосен — 90 лет. В парке произрастают кустарники: бузина красная, ирга колосистая. Парк нуждается в восстановлении и уходе[36].
- Рекреационные зоны на реке Сунже: местечки Чертовищи, Марфино, Райково, Быстри. Отличаются живописными сосновыми, берёзовыми и хвойно-мелколиственными лесами. В лесах произрастают рябина обыкновенная, калина обыкновенная, шиповник майский, малина лесная, черника, земляника лесная, костяника. В 1960—1980-х годах здесь располагались пионерские лагеря и турбазы[36].
- Зона массового отдыха в местечке Марфино: расположена в долине рек Печуги и Сунжи, близ деревни Марфино, в 8 км к северу от г. Вичуги. Распространены сосновые, берёзовые и хвойно-мелколиственные леса. В подлеске обычны рябина, малина, жимолость, шиповник, лещина. Большинство пионерских лагерей, ранее располагавшихся здесь, были разорены в период перестройки[36].
- Окрестности села Борщёвка: бывшая усадьба Козловских (первая половина XVIII — третья четверть XIX в., начало XX в.). Расположена на высоком правом берегу Волги. Старинный усадебный парк, спланированный с учётом рельефа (регулярный стиль у особняка, пейзажный — в остальной части), сохранялся до середины 1980-х годов. В парке росли липа мелколистная, клён остролистный, берёза повислая, лиственница сибирская, пихта сибирская, тополь белый и кедр сибирский. Объект имеет большое эстетическое, рекреационное и средозащитное значение[37].

Примечание: Городские парки и пруды города Вичуга, описанные в источнике как «ценные природные объекты Вичугского района», не включены в данный раздел, так как город Вичуга является самостоятельным муниципальным образованием и не входит в состав Вичугского района.

## Люди, связанные с районом
- Василевский, Александр Михайлович (1895—1977) — советский военачальник, Маршал Советского Союза, дважды Герой Советского Союза. Родился в селе Новая Гольчиха (ныне в черте города Вичуга).
- Жаворонков, Семён Фёдорович (1899—1967) — советский военачальник, маршал авиации. Родился в деревне Синие Гари.
- Казаков, Виктор Фёдорович (1923—1995) — Герой Советского Союза. Родился в деревне Чертовищи.
- Коновалов, Александр Иванович (1875—1949) — крупный российский предприниматель, общественный и политический деятель. Его семья владела фабриками в Вичугском крае.
- Корчмин, Василий Дмитриевич (до 1671—1729) — генерал-майор (1726), ближайший сподвижник Петра Великого. Родился в селе Хреново.
- Менгден, Амалия Георгиевна (1799—1864) — баронесса, основательница бумагопрядильной фабрики в имении Хреново.
- Менгден, Михаил Александрович фон (1781—1855) — генерал-майор, участник Отечественной войны 1812 года. Владелец имения Хреново.
- Плаутин, Николай Фёдорович (1794—1866) — генерал от кавалерии, генерал-адъютант, член Государственного совета. Родился в селе Раздолье (Плаутино).
- Синицын, Иван Флегонтович (1911—1988) — советский государственный деятель, министр тракторного и сельскохозяйственного машиностроения СССР. Родился в деревне Новошино.